# Hydrobates castro

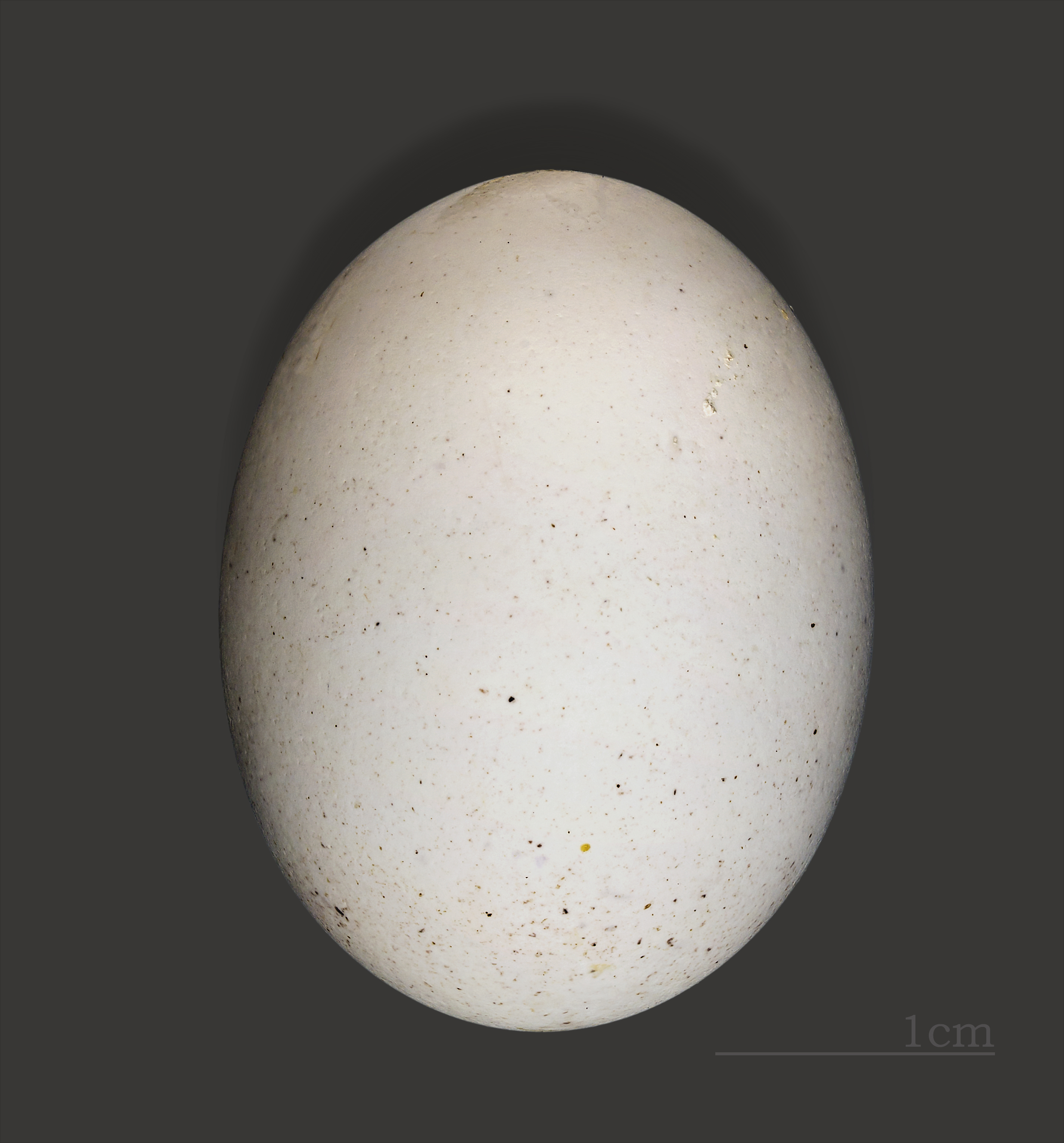
O ovo.

O painho-da-ilha-da-madeira (Hydrobates castro) (Harcourt, 1851), conhecido pelos nomes comuns de roque-de-castro, painho, Painho-da-madeira, alma-de-mestre, angelito (Açores), canitobo (São Tomé e Príncipe), jaba-jaba (Cabo Verde), roque ou roquinho (Madeira), é uma ave marinha da família Hydrobatidae, de pequenas dimensões, coloração geral preta e uropígio branco. Nidifica exclusivamente em ilhas, com colónias nidificantes conhecidas nas Berlengas, nos arquipélagos da Macaronésia e nas ilhas Galápagos.

## Descrição
É uma ave de pequeno porte, com 19–21 cm de comprimento, uma envergadura de 43–46 cm e 44–49 g de peso, com plumagem negra com uma marcada faixa branca no uropígio. A cauda é ligeiramente bifurcada, com as asas comparativamente longas.
Nidifica em ilhas e ilhéus na região subtropical dos oceanos Atlântico e Pacífico, incluindo os Açores e Madeira no Atlântico e as ilhas Galápagos no Pacífico. A nidificação ocorre em colónias instaladas fissuras e pequenas aberturas naturais em falésias ou em rochas expostas na linha de costa. A fêmea produz um único ovo por ano, de cor branca.
A ave é estritamente oceânica, permanecendo no mar com excepção do curto período de reprodução. Alimenta-se capturando à superfície da água invertebrados, pequenos vertebrados e por vezes carniça, mas por vezes mergulha para capturar alimento, em geral descendo apenas até aos 40–120 cm de profundidade (um mergulho registado a 170 cm parece dever-se a mau funcionamento do equipamento de medição).
A actividade da espécie em espaço aberto nos locais de nidificação é estritamente nocturna para evitar predação por gaivotas e outras aves predadoras ou oportunistas, evitando mesmo as vindas a terra em noites de luar intenso. Como ocorre com os restantes membros do género Hydrobates, a capacidade de locomoção em terra desta espécie é muito limitada, reduzindo-se a arrastar-se entre o local de pouso e o ninho, geralmente em trajectos de apenas alguns centímetros.
Nidifica durante todo o ano, apresentando duas populações com picos de nidificação distintos, na primavera e no outono. A descoberta destas populações nidificantes nos períodos mais quentes e frios do ano (reprodução de estação quente e de estação fria), utilizando os mesmos ninhos em períodos diferentes do ano, com vocalizações e períodos de muda distintos, indicia a presença de espécies crípticas coexistindo na mesma área de distribuição natural.
A análise genética, recorrendo ao mtDNA, da população que nidifica no período quente no Açores levou ao seu reconhecimento como uma espécie separada, o Hydrobates monteiroi.
Na Madeira pode ser avistada a muitas milhas da costa, normalmente alimentando-se sobre bancos de pesca, sendo a população composta por mais de 10 000 espécimes e com uma extensa área de ocorrência.
A espécie é monotípica (não são reconhecidas subespécies).